# Cardenal Cisneros (1903)
El Cardenal Cisneros fue  un crucero acorazado de la Armada Española, líder de su clase que recibía su nombre en memoria de Francisco Jiménez de Cisneros, Cardenal, Arzobispo de Toledo y Primado de España, tercer Inquisidor General de Castilla y tras la muerte de Fernando el Católico, regente de Castilla.

## Construcción

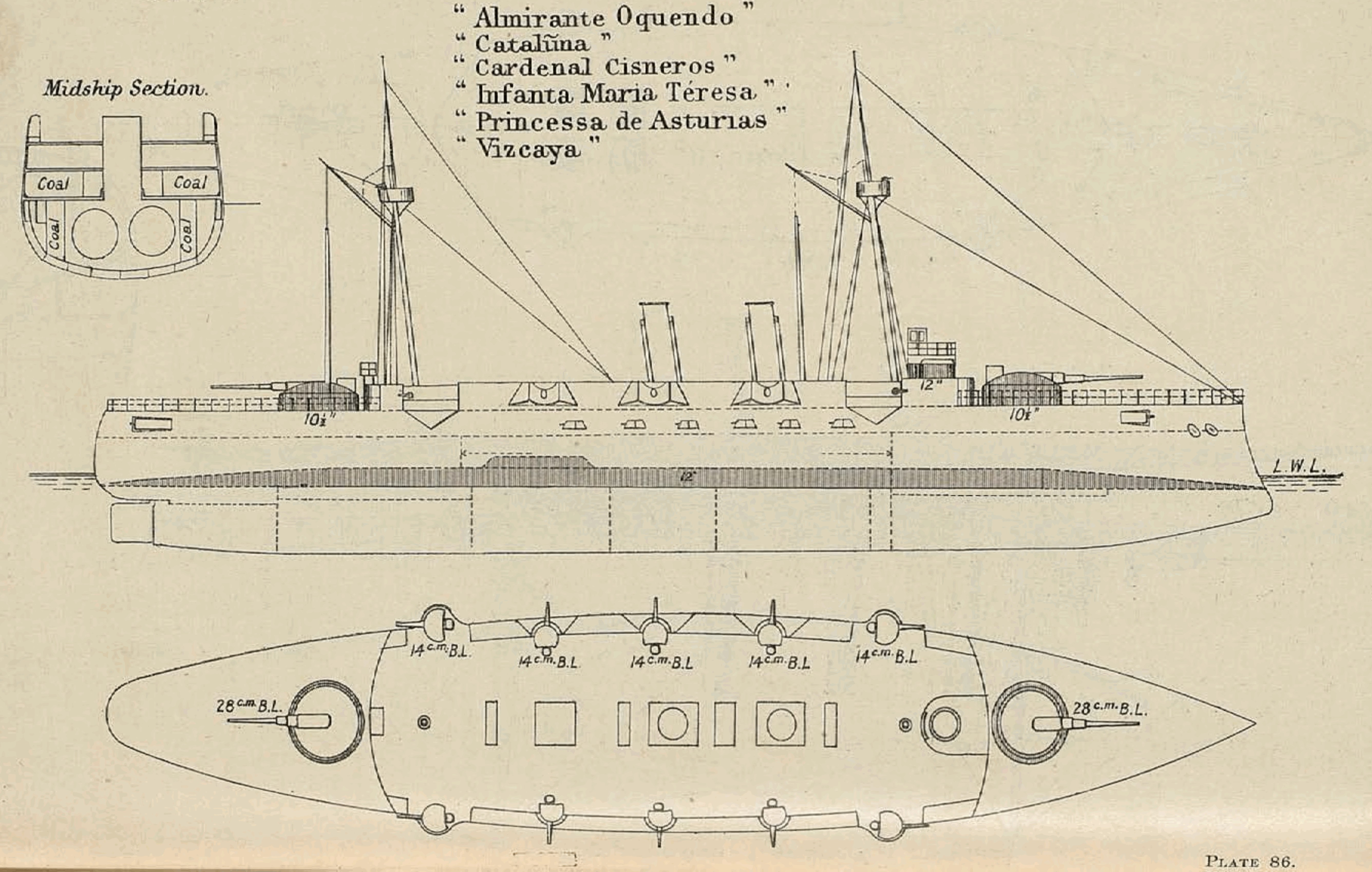
Planta y perfil de la clase Infanta María Teresa, versión anterior de la clase Cardenal Cisneros.

Los buques de esta clase, se encuadraban dentro del plan naval del almirante Alejandro Rodríguez Arias y Rodulfo, y su construcción fue aprobada por las Cortes el 12 de enero de 1887. Originalmente, debían ser iguales a los clase Infanta María Teresa, pero finalmente se decidió variar el diseño de este segundo trío, cuya construcción, se encontraba más retrasada. Eso daría lugar a la clase Cardenal Cisneros. El centro consultivo de la Armada, decidió el 6 de noviembre de 1895 reducir su artillería principal a 240 mm, y aumentar la protección de la batería secundaria, entre otras modificaciones.
Su quilla fue puesta sobre las gradas de Reales Astilleros de Esteiro Ferrol el 1 de septiembre de 1890, desde donde fue botado el 19 de marzo de 1897 y entregado a la armada el 30 de marzo de 1903, por lo que se convirtió en el primero de su clase en entrar en servicio, a pesar de no ser el primero en ponerse en grada.

## Historial
Entre el 1 y el 15 de agosto de 1902 el Cardenal Cisneros realizó sus pruebas de mar. El 23 de octubre, quedó varado frente al dique de la Campana del arsenal mientras su tripulación, trataba de amarrar el buque frente al dique viejo para terminar las obras, cuando tocó con la proa en un bajo de piedra. Los técnicos no dieron importancia al accidente y el buque logró quedar a flote con la marea alta.
El 22 de junio de 1903, junto con los cruceros Carlos V, Princesa de Asturias y Extremadura, el acorazado Pelayo y el acorazado guardacostas Numancia y el destructor Audaz, acudió a Cartagena con ocasión de la visita que Alfonso XIII realiza a esta ciudad. En el arsenal se encontraba además el Lepanto y una división de torpederos, y aún en construcción el crucero Cataluña. Tras realizar unas maniobras en aguas cercanas a Cartagena, partió con rumbo a Lisboa, donde fondeó en la desembocadura del Tajo, con ocasión de la visita del rey a tierras portuguesas.
Entre los meses de abril y mayo de 1904 el Cardenal Cisneros dio escolta al yate real Giralda, a bordo del cual viajaba el Rey, en un viaje que le llevaría a diversos puertos españoles. El día 21 de abril en compañía del Lepanto fondeó en Palma de Mallorca procedente de Mahón, el 26 el Giralda llegó a Almería forzado por un fuerte temporal, que obligó al Cardenal Cisneros a fondear en las islas Chafarinas ese mismo día, el día 27 el crucero fondeó en Almería, el día 28 el Giralda fondeó en Málaga escoltado por el Cisneros y el Lepanto, el 2 de mayo en Melilla y ese mismo día acompañó al Giralda en una visita a las Chafarinas, el día 3 los buques arribaron a Ceuta, para partir el día 4 con rumbo a Cádiz, el 6 la escuadrilla real fondea en el puerto de Huelva, finalmente, el 8 de mayo, el Cisneros acompaña al Giralda hasta la desembocadura del Guadalquivir, que remontó el Giralda en solitario hasta Sevilla, última ciudad del periplo naval.
El 13 de enero de 1905, el Cisneros, junto a los Pelayo, Carlos V, Princesa de Asturias, Extremadura, Río de la Plata e Infanta Isabel se reunió en Cádiz para recibir a los Duques de Connaught en su visita a Cádiz, a la que llegaron a bordo del crucero HMS Essex.
El día 5 de febrero de 1905 el Cardenal Cisneros, que formaba parte de la escuadra de instrucción, fondeó en Santa Cruz de Tenerife. Junto a los dos buques citados, los cruceros Carlos V, Princesa de Asturias, Río de la Plata y Extremadura. Los buques de la escuadra se mantuvieron en aquellas aguas hasta el día 25 de ese mismo mes, en que zarparon con rumbo a la península.
En el mes de abril el Cardenal Cisneros es asignado por el gobierno para rendir honores al emperador alemán Guillermo II, en la visita que este realiza a Mahón procedente de Tánger y con destino final en Génova. El día 3, escoltó al trasatlántico Hamburg y al crucero SMS Friedrich Carl hasta el puerto, donde fueron saludados por la artillería de costa y por el acorazado guardacostas Numancia. 
El Cisneros fue nuevamente asignado por el gobierno, para dar escolta al yate real Giralda, por lo que puso rumbo a Castellón, desde donde partiría junto con el Numancia la tarde del 13 de abril con destino Alicante, a donde arribarían los tres buques en la mañana del 14 de abril.
En junio de ese mismo año el rey inició un viaje a Francia y Gran Bretaña. Partió en el yate real Giralda hasta el puerto francés de Cherburgo, escoltado por el Cisneros y el Princesa de Asturias. Desde allí pusieron rumbo al puerto británico de Portsmouth, para finalmente arribar a Ferrol el día 19. Pese a que el Rey regreso a España unos días antes, los buques permanecieron en el puerto inglés en visita de cortesía.

### Hundimiento
Incorporado a la división naval de instrucción para la realización de ejercicios en las rías gallegas, el Cardenal Cisneros zarpó el 28 de octubre de 1905 de su fondeadero de Muros con rumbo a Ferrol a reparar unas pequeñas averías en sus calderas. Al pasar a unas 2,6 millas de los bajos de Meixidos, tocó con un escollo, no cartografiado, que le desgarró más de 50 metros de su obra viva, en toda la extensión de las cámaras de calderas y parte de la de máquinas de proa. Ante semejantes daños, la inundación no pudo ser controlada, dando tiempo sin embargo a que se salvara toda la dotación, hundiéndose el buque por proa.
Al olvidar el oficial de derrota recoger el cuaderno de bitácora, no pudo precisarse con exactitud el lugar donde el casco impactó con la roca, ya que la inercia le hizo alejarse unas 2,5 millas del lugar del impacto.
Un Consejo de Guerra, sentenció al comandante del buque, el capitán de navío Manuel Díaz Iglesias a un año de suspensión de empleo, según el artículo 198 del Código Penal de la Marina de Guerra, por negligencia al no haberse recogido el cuaderno de bitácora, quedando libre de cargos sin embargo por la pérdida del buque.

## Hallazgo del Cisneros
En septiembre del año 2006 los buzos José Manuel Silva, Juan Montero y Unai Artaloitia, consiguieron localizar los restos del crucero acorazado Cardenal Cisneros.